# The Girls of FHM
The Girls of FHM und FHM High Street Honeys waren eine Novelty-Popgruppe, die von der britischen Männerzeitschrift FHM zusammengestellt wurde.

## Girls of FHM
Unter dem Namen Girls of FHM erschien eine Coverversion von Rod Stewarts Da Ya Think I’m Sexy?, die in den britischen Charts Platz 10 belegte. Die Erlöse aus der Single gingen in Australien an die dortige AIDS-Stiftung, während sie im Vereinigten Königreich an den Verein Breakthrough Breast Cancer gingen, der sich dem Kampf gegen den Brustkrebs gewidmet hat.
Im dazugehörigen Video traten so gut wie alle Models aus FHMs 100 Sexiest Women in the World von 2004 auf. Darunter befanden sich unter anderem Naomi Campbell, Lisa Scott-Lee, Myleene Klass (von Hear’Say), Jessica Taylor, Michelle Heaton und Kelli Young von Liberty X, Liz McClarnon (ex-Atomic Kitten), Tina Barrett und Hannah Spearritt, Jakki Degg, Jodie Marsh und Michelle Marsh (alle ex-S Club 7). Dazu kamen außerdem Nush (Big Brother), Lady Isabella Hervey und Sophie Anderton, außerdem Nikki Sanderson und Samia Ghadie (Schauspielerinnen bei Coronation Street).
Musikalisch traten die Models jedoch nicht in Erscheinung. Vielmehr übernahm Sängerin Sue Quin den Gesang.

## FHM High Street Honeys
2006 wiederholte FHM den Vorgang und veröffentlichte die Single I Touch Myself. Diesmal handelte es sich um eine Coverversion der australischen Rockband Divinyls. Im Video zu dieser Single traten verschiedene Models aus der DVD High Street Honeys Dance Workout auf. Der Gesang stammte diesmal von Stacie D, die die gleiche Single bereits 2005 zusammen mit dem Dance-Duo M*A*S*H* eingesungen hatte. Die Single erreichte Platz 34 der britischen Charts.

## Diskografie
- 2004: Da Ya Think I’m Sexy (als Girls of FHM)
- 2007: I Touch Myself (als FHM High Street Honeys)